# منتخب كوسوفو لكرة اليد للسيدات
منتخب كوسوفو لكرة اليد للسيدات هو ممثل كوسوفو الرسمي في المنافسات الدولية في كرة اليد للسيدات
.